# Hóa đơn iPhone 300 trang
Một tập hóa đơn iPhone 300 trang từ nhà mạng AT&T Mobility được gửi tới trong một chiếc hộp đựng trở thành chủ đề của một đoạn video lan truyền nhanh bởi nhân vật YouTube Justine Ezarik, được biết tới qua biệt danh iJustine, và đã trở thành một meme trên Internet vào tháng 8 năm 2007. Video của Ezarik tập trung vào việc sử dụng giấy lãng phí một cách không cần thiết, khi mà tập hóa đơn này đã liệt kê chi tiết toàn bộ lịch sử truyền dữ liệu trong thời gian ghi hóa đơn, bao gồm mọi thư điện tử và tin nhắn. Các câu chuyện về những tờ hóa đơn dày không tưởng đã bắt đầu được lan truyền trong các bài blog và trong giới báo chí công nghệ sau màn ra mắt hoành tráng của chiếc điện thoại Apple iPhone, nhưng chỉ đoạn video này mới đưa những tập hóa đơn khổng lồ này tới sự chú ý của truyền thông đại chúng.
Mười ngày sau, sau khi mà video đã nhận được hơn 3 triệu lượt xem trên Internet và đã xuất hiện trên báo chí quốc tế, AT&T đã gửi cho người dùng iPhone một tin nhắn văn bản thông báo về các thay đổi của hãng trong việc ghi hóa đơn. Tạp chí công nghệ thông tin Computerworld đã đưa vụ việc này vào danh sách "10 khoảnh khắc xấu hổ nhất làng công nghệ".

## Bối cảnh
Apple phát hành chiếc iPhone tại thị trường Hoa Kỳ với một "ổ khóa" trong phần mềm để chiếc điện thoại chỉ có thể sử dụng mạng từ nhà mạng AT&T Mobility. Sau khi mua, người mua sẽ kích hoạt hợp đồng dịch vụ AT&T trên chiếc iPhone bằng phần mềm Apple iTunes, và trong lúc kích hoạt này thì họ có thể chọn cách nhận hóa đơn từ nhà mạng; tuy nhiên, nếu người dùng không chọn rõ tùy chọn nào trong quá trình kích hoạt, AT&T sẽ mặc định gửi hóa đơn chi tiết. Hóa đơn chi tiết sẽ phân mục toàn bộ lịch sử truyền dữ liệu, kể cả các quá trình truyền dữ liệu nền cho thư điện tử, tin nhắn văn bản và duyệt web. Điều này đã tạo ra lượng lớn các mục trong hóa đơn.
Sau thời gian một tháng, khi mà những người mua đầu tiên bắt đầu nhận được hóa đơn hàng tháng đầu tiên của mình, các câu chuyện về những tờ hóa đơn iPhone lớn và đắt đỏ bất thường bắt đầu được lan truyền. Ngoài tập hóa đơn 300 trang ra, những người hay sử dụng nhiều khác phải nhận những tập hóa đơn từ 50 tới 100 trang. Một trong những trường hợp đầu tiên nhận được sự chú ý rộng rãi là của Ben Kuchera, biên tập viên mảng trò chơi cho trang web công nghệ Ars Technica; anh đã mô tả một tập hóa đơn gồm 34 tờ in hai mặt của mình và cả một tập hóa đơn 104 trang khác của một đồng nghiệp. Anh viết rằng: "Mặc dù nhiều người trong chúng tôi đã có những chiếc điện thoại thông minh được một thời gian, nhưng chúng tôi chưa bao giờ thấy một tập hóa đơn kiểu này." Tuy nhiên, phải đến video của Justine Ezarik thì câu chuyện này mới nhanh chóng được truyền thông chú ý rộng rãi.

## Video
Justine Ezarik, khi đó là một nhà thiết kế đồ họa và nghệ sĩ hài kịch 23 tuổi, quay các video blog với biệt danh iJustine, đã phải nhận tập hóa đơn 300 trang của mình vào ngày Thứ Bảy, 11 tháng 8 năm 2007 và quyết định dùng nó làm chủ đề cho một đoạn video do chính cô tự quay trong một quán cà phê. Cô đăng tải đoạn clip dài một phút lên các dịch vụ video hosting phổ biến trên Internet vào ngày Thứ Hai sau đó. Trong tuần đầu tiên, video đã nhận được hơn 500.000 lượt xem trên YouTube, 350.000 lượt xem trên Revver, 500.000 trên Break.com và 1.100.000 trên Yahoo Video, theo số liệu do bốn trang web chia sẻ video phổ biến này cung cấp tính tới ngày 22 tháng 8. Tổng lượt xem được cho là đã vượt mức 8 triệu vào cuối năm 2007. Ezarik cho biết cô đã kiếm được 2.000 USD từ video trên Revver.
Các đoạn trích từ video cũng được lên sóng truyền hình cùng với những cuộc phỏng vấn với Ezarik bởi một số chương trình tin tức quốc gia và địa phương tại Hoa Kỳ, trong đó có CNN, Fox News Channel, WTAE-TV, và WPXI-TV. ABC News Now cũng có một phóng sự độc lập thực hiện bởi một phóng viên ABC News Radio trong đoạn phỏng vấn video của họ.
Video của Ezarik tập trung vào việc sử dụng giấy lãng phí tới mức không cần thiết. Trong video, cô chú ý tới kích cỡ của tập hóa đơn chứ không phải số tiền phải trả. Mở đầu video là lời nói của cô: "Tôi có một chiếc iPhone và phải chuyển sang dùng AT&T. Quả là tuyệt vời. Giờ tôi đã nhận được tập hóa đơn AT&T đầu tiên của mình, ngay đây, trong một chiếc hộp." Trong suốt phần còn lại của video là cảnh cô mở chiếc hộp và lướt qua từng trang giấy một; cảnh quay được tua nhanh và được chèn nhạc nền là bài nhạc được các quảng cáo truyền hình của iPhone tại Mỹ sử dụng. Đoạn clip kết thúc với dòng chữ chú thích trên màn hình: "Hãy dùng hóa đơn điện tử. Hãy cứu lấy một cánh rừng."
Các bình luận khác của cô cũng đi theo hướng như vậy. Trong một bài blog, cô viết: "Có thể thấy là họ sẽ đưa cho bạn bản liệt kê chi tiết mọi giao dịch tin nhắn cả gửi và nhận. Hoàn toàn không cần thiết." Cô nói với một phóng viên của USA Today: "Thật ngớ ngẩn, chẳng có lý do gì mà họ lại cần phải gửi bạn nhiều thông tin tới vậy." Ezarik là một người dùng rất nhiều điện thoại, thường xuyên gửi và nhận hàng chục ngàn tin nhắn mỗi tháng, khiến cô phải nhận một tập hóa đơn dài bất thường trị giá 275 USD – bao gồm 300 trang in hai mặt giấy được đựng trong một chiếc hộp và phải chịu 7 USD phí chuyển phát.

## Phản ứng

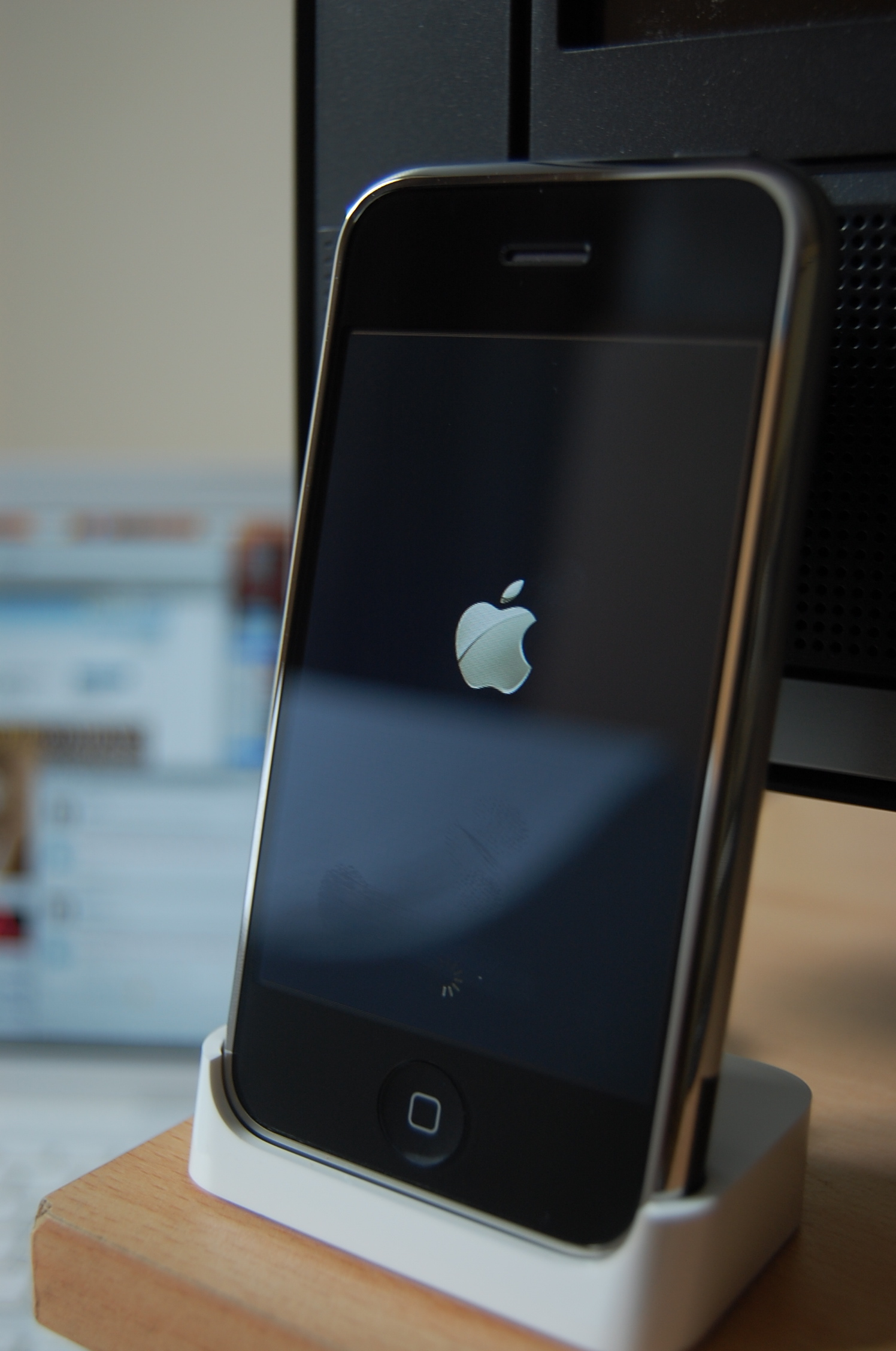
Chiếc iPhone thế hệ đầu.

### Công ty
AT&T Mobility, nhà cung cấp dịch vụ điện thoại di động cho chiếc iPhone, đã ra thông báo thông qua người phát ngôn Mark Siegel rằng kích cỡ của tập hóa đơn này là hiếm gặp. "Chúng tôi sẽ không gửi nhiều tập hóa đơn đóng hộp tới khách hàng," ông nói với USA Today. Ông cho biết các hóa đơn của tất cả người dùng di động AT&T là như nhau, nhưng độ phổ biến và chức năng của iPhone đã làm mở rộng nó. "Nó không khác gì so với bất cứ hóa đơn nào cho bất cứ thiết bị hay dịch vụ khác nào mà chúng tôi cung cấp."
Sau đó, vào ngày 18 tháng 8, AT&T ra một thông báo cho biết: "Các khách hàng của chúng tôi có lựa chọn nhận hóa đơn không liệt kê chi tiết. Ngoài ra, nhiều năm nay chúng tôi đã khuyến kích khách hàng chuyển sang hóa đơn trực tuyến vì sự tiện lợi, an toàn và thân thiện với môi trường." Cuối cùng, vào ngày 22 tháng 8, AT&T thông báo qua tin nhắn tới người dùng iPhone rằng hãng sẽ bỏ các mục thống kê chi tiết khỏi các tờ hóa đơn. Ezarik phản ứng trước hành động của AT&T: "Có vẻ họ đã hiểu được thông điệp rồi.". Người phát ngôn của công ty Lauren Garner khẳng định phản ứng của công chúng không phải lý do hãng chuyển sang hóa đơn kiểu tóm tắt, cho biết rằng: "Đây là điều chúng tôi đã dự định từ lâu."

### Ngành công nghiệp
AT&T có thể đã không lường trước được những hiệu ứng đi kèm với việc sử dụng dữ liệu cao của người dùng iPhone. Kết quả là các trung tâm của AT&T tràn ngập những cuộc gọi than phiền về kích cỡ hóa đơn.
Phóng viên Internet Dana Blankenhorn cho rằng kích cỡ của những tờ hóa đơn đã minh chứng cho một vấn đề với mô hình kinh doanh kiểu "dựa vào các sự kiện" hay hướng tới sự kết nối của các công ty điện thoại và sử dụng nó để tranh luận ủng hộ cho phong trào kêu gọi mở thêm tần số vô tuyến tự do sử dụng tại Hoa Kỳ dự kiến vào năm 2008. Anh chỉ ra cách mà những tờ hóa đơn điện thoại coi mọi hoạt động là một sự kiện riêng biệt đáng để ghi lại, trong khi mô hình Internet được dựa trên một mức giá cố định nhằm cung cấp dịch vụ tốt nhất có thể trong liên lạc phi kết nối.
Tạp chí công nghệ thông tin Computerworld đã đưa tin về sự việc, nói rằng "quá trình lập hóa đơn quá chi tiết khiến một số người dùng phải nhận những tập hóa đơn dài hàng chục hay thậm chí hàng trăm trang giấy." Tạp chí đã đưa vụ việc này vào danh sách "10 khoảng khắc xấu hổ nhất làng công nghệ".

### Môi trường
Rob Enderle, một nhà phân tích công nghệ Thung lũng Silicon, cũng ủng hộ thông điệp về môi trường của Ezarik, nói rằng: "AT&T nên có một câu khẩu hiệu mới – dùng AT&T để giết một cái cây." Bài báo của USA Today cũng có tựa đề "How many trees did your iPhone bill kill?" (Hóa đơn iPhone của bạn đã giết được bao nhiêu cái cây?) Theo blogger Muhammad Saleem, mục tiêu của Apple nhằm thu hút được 10 triệu người dùng iPhone vào cuối năm 2008 sẽ cần lượng gỗ tương đương với khoảng 74.535 cây để làm giấy hằng năm, giả sử hóa đơn mỗi tháng dài 100 trang. Một biên tập viên tạiThe Blade, một tờ báo độc lập tại Toledo, Ohio, gọi kiểu hóa đơn chi tiết là "vô lý và lãng phí cho môi trường".

## Các tập hóa đơn iPhone ngoại cỡ khác
Các bài báo về câu chuyện này cũng đi kèm các chi tiết và bình luận có liên quan khác:
- Nhà sáng lập của một viện nghiên cứu tại Tampa, Florida đã nhận một tập hóa đơn 42 trang và nói với một phóng viên rằng: "Thật lố bịch."[37]
- Một giáo viên tại Oak Harbor, Ohio gọi tập hóa đơn 52 trang của anh là "tờ hóa đơn điện thoại lớn nhất tôi từng có trong đời".[3]
- Một đối tác của một hãng tư vấn cho Macintosh gọi tập hóa đơn của mình là "60 trang của sự vô dụng".[38]
- Một cố vấn kinh doanh từ Virginia nhận được một tập hóa đơn 62 trang và hỏi một phóng viên rằng: "Tại sao phải gửi hóa đơn to như thế?"[39]
- Một chủ sở hữu công ty phần mềm gần Seattle, Washington đăng lên blog một bức ảnh chụp một chú chó Malta ngồi lên tập hóa đơn 127 trang của mình được trải ra khắp sàn,[7][8] và hỏi rằng: "Đã ai trong nhóm môi trường của Apple thấy một tập hóa đơn AT&T chưa?"[40]
- Người viết chuyên mục "The Packet Rat" của Government Computer News viết rằng vợ anh nhận được một tập hóa đơn iPhone 150 trang đóng hộp và nói rằng: "Được rồi, họ phải chặt bao nhiêu cái cây để gửi hóa đơn tháng đầu vậy?"[41]